# Lena (condado de Oconto, Wisconsin)
Lena es un pueblo ubicado en el condado de Oconto en el estado estadounidense de Wisconsin. En el Censo de 2010 tenía una población de 727 habitantes y una densidad poblacional de 8,47 personas por km².

## Geografía
Lena se encuentra ubicado en las coordenadas 44°59′11″N 88°3′19″O / 44.98639, -88.05528. Según la Oficina del Censo de los Estados Unidos, Lena tiene una superficie total de 85.88 km², de la cual 85.87 km² corresponden a tierra firme y (0.01%) 0.01 km² es agua.

## Demografía
Según el censo de 2010, había 727 personas residiendo en Lena. La densidad de población era de 8,47 hab./km². De los 727 habitantes, Lena estaba compuesto por el 97.25% blancos, el 0.28% eran afroamericanos, el 0.41% eran amerindios, el 0% eran asiáticos, el 0% eran isleños del Pacífico, el 1.1% eran de otras razas y el 0.96% pertenecían a dos o más razas. Del total de la población el 1.51% eran hispanos o latinos de cualquier raza.